# Tendaguria
Famille
Genre
Espèce
Tendaguria (signifiant « celui de Tendaguru ») est un genre de dinosaures sauropodes du Jurassique supérieur retrouvé en Tanzanie. Sa taille est estimée à une vingtaine de mètres de longueur. L'espèce-type, T. tanzaniensis, a été nommée et décrite par Bonaparte, Wolf-Dieter Heinrich et Rupert Wild en 2000. Le nom générique réfère à la formation géologique de Tendaguru. Le nom spécifique réfère à la Tanzanie.
L'espèce-type est basée sur les deux syntypes MB.R.2092.1 (NB4) et MB.R.2092.2 (NB5), deux vertèbres dorsales probablement découvertes dans une strate datée du Tithonien du « lit supérieur des sauriens » (Obere Dinosauriermergel) de Tendaguru. Ces échantillons font partie des collections du musée d'histoire naturelle de Berlin.

## Découverte
En 1911, le géologue allemand Wilhelm Bornhardt (en) découvre deux vertèbres de sauropodes à Onambango, en Afrique orientale allemande, à une quinzaine de kilomètres au sud-est des collines de Tendaguru. Les fossiles sont décrits par Werner Janensch en 1929, mais ne sont pas nommés.